# 國家清廉委員會

國家清廉委員會标志

國家清廉委員會（：／ Gukga Cheongnyeom wiwonhoe */?）是韓國曾經存在的廉政組織。該會係根據2001年7月制定的《腐敗防止法》，於2002年1月25日正式成立，直接向總統負責，以保證其獨立。期望把韓國變成“透明的純淨社會”。

## 歷史
1999年8月，韓國總統金大中宣佈透過制定《腐敗防止基本法》及設立反腐敗特別委員會等一系列對策來打擊貪污。隔月，反腐敗特別委員會（반부패특별위원회）設立，並直接向總統負責。之後，於2001年7月24日制定並公佈《腐敗防止法》。

腐敗防止委員會标志

2002年1月25日，反腐敗特別委員會改組成為腐敗防止委員會（부패방지위원회）。7月21日，再度改名為國家清廉委員會。
2008年2月29日，國家清廉委員會與國民苦衷處理委員會、國務總理行政審判委員會共同組成國民權益委員會。國家清廉委員會就此廢止。

## 歷任委員長

### 反腐败特别委员会
- 姜哲圭（강철규，2001年7月24日─2002年1月25日）

### 腐败防止委员会
- 姜哲圭（강철규，2002年1月25日─2003年3月9日）
- 李南周（이남주，2003年3月25日─2004年8月26日）
- 鄭城鎭（정성진，2004年8月30日─2005年7月26日）

### 国家清廉委员会
- 鄭城鎭（정성진，2005年7月26日─2007年8月8日）
- 李鐘伯（이종백，2007年8月8日─2008年2月25日）

## 外部連結
- 國家清廉委員會官方網址